# Günter Panke
Günter Panke (* 29. Januar 1929 in Arnswalde, Pommern) ist ein ehemaliger deutscher Parteifunktionär der DDR-Blockpartei NDPD. Er war dort Vorsitzender des Bezirksvorstandes Schwerin und Abgeordneter des Bezirkstages Schwerin.

## Leben
Panke erlernte den Beruf eines kaufmännischen Angestellten. Er studierte an der Deutschen Akademie für Staats- und Rechtswissenschaft und schloss das Studium als Diplom-Staatswissenschaftler ab. 
Panke war Mitglied der NDPD und zeitweilig stellvertretender Vorsitzender des Rates des Kreises Hagenow, später des Rates des Kreises Perleberg. Bei den Kommunalwahlen in der DDR 1970 kandidierte er als NDPD-Kreissekretär von Perleberg für den Kreistag Perleberg. Von Januar 1971 bis 1989 fungierte Panke als Vorsitzender  des Bezirksvorstandes Schwerin der NDPD und gehörte von 1972 bis 1990 als Mitglied dem Hauptausschuss der NDPD an.
Ab 1971 war Panke auch Abgeordneter des Bezirkstages Schwerin.

## Auszeichnungen
- Verdienstmedaille der DDR
- Vaterländischer Verdienstorden in Bronze (1973, 1978)